# 群签名
群签名方案是一种类似于数字签名的密码原语，其目的在于允许用户代表群签名消息，并在该群内保持匿名。也就是说，看到签名的人可以用公钥验证该消息是由该群成员发送的，但不知道是哪一个。同时，用户不能滥用这种匿名行为，因为群管理员可以通过使用秘密信息(密钥)来消除（恶意）用户的匿名性。例如，大公司里的雇员可以使用群签名方案对消息进行签名，其中验证者知道消息是由他们公司里的雇员签名的就足够了，不需要知道是由哪个特定雇员签名的；该方案的另一个应用：通过识别卡(keycard)认证进入受限区域，在受限区域中不适合跟踪单个成员的移动，但必须确保只有该群的成员才能进入。
群签名方案的关键是“群管理员”，它负责添加群成员，并能够在发生争议时揭示签名者身份。在一些系统中，添加成员和撤销签名匿名性的责任被分开，并分别赋予给群管理员和撤销管理员。虽然学术界已经提出了许多群签名方案，但所有方案都应该满足基本的安全性要求

## 历史
1991年，Chaum 和 Heyst首次提出群签名的概念。从那时起，越来越多的协议被引入，并在这个模型上加入了类似于数字签名的非伪造性的概念，当然也包括更具体的概念，如废除。直到Bellare，Micciancio和Warinschi才提出了一个更精确的正式模型，这个模型如今被用于群签名方案的工程实现

## 定义
群签名方案实现一般由下列四个可行的算法组成：初始化，签名，验证和打开。
1. 初始化过程：系统参数选取，输入安全参数λ和N，返回公钥gpk和私钥gsk以及私钥对{\displaystyle {\mathsf {gsk}}[d]},对应于用户d的私钥和打开密钥ok。
2. 签名过程： 输入密钥{\displaystyle {\mathsf {gsk}}[d]}和消息m，返回签名σ。
3. 验证过程： 以公钥gpk和消息m，签名σ作为输入，以布尔值返回验证结果
4. 打开过程： 以打开密钥 ok，消息m，签名 σ作为输入，返回用户身份d或者错误结果错误。

真实的消息签名的验证将返回true，如下所示：

## 安全性要求[5]
- 完整性： 群成员的有效签名始终验证正确，无效签名则始终验证失败。
- 不可伪造性： 只有群成员才能创建有效的群签名。
- 匿名性： 给定一个群签名后，如果没有群管理员的密钥，则无法确定签名者的身份，至少在计算上是不可行的。
- 可跟踪性： 给定任何有效的签名，群管理员应该能够确定签名者的身份。 (这也暗示了只有群管理员才能破坏其匿名性)
- 不关联性： 给定两个消息及其签名，我们无法判断签名是否来自同一签名者。
- 无框架： 即使所有其他群成员相互串通(包括和管理员串通)，他们也不能为非群成员伪造签名。
- 不可伪造的跟踪验证： 撤销管理员不能错误地指责签名者创建了他本没有创建的签名。
- 抗合谋攻击： 即使所有群成员相互串通，他们也不能产生一个合法的不能被跟踪的群签名。

## 最新研究
目前最新的群签名方案技术包括：ACJT 2000、BBS04和BS04（在CCS中）。（非完整列表）
Boneh，Boyen和Shacham于2004年发表的 短群签名 描述了一种基于双线性映射的新型群签名方案。 该方案中的签名大约是标准RSA签名的大小(约200字节)。其安全性在随机预言机中得到证明，并依赖于强Diffie-Hellman假设(SDH) 和一个在双线性群(bilinear groups)中的新假设：Decision Linear assumption (DLin)。
Bellare, Micciancio 和Warinschi给出了针对可证明安全性的更加正式的定义。

## 扩展阅读
- Chaum, David; van Heyst, Eugene.  (PDF). Lecture Notes in Computer Science 547: 257–265. 1991.[永久]
- Camenisch, Jan; Michels, Markus.  (PDF). 1998  [2018-05-20]. ISSN 0909-0878. （原始内容存档 (PDF)于2019-06-22）.
- M. Bellare; H. Shi; C. Zhang. . Lecture Notes in Computer Science 3376. Springer-Verlag. 2005  [2018-05-20]. （原始内容存档于2009-02-15）.
- Bellare, Mihir; Micciancio, Daniele; Warinschi, Bogdan. . Advances in Cryptology - Eurocrypt 2003. Lecture Notes in Computer Science (Warsaw, Poland: Springer). May 2003, 2656: 614–629  [2018-05-20]. （原始内容存档于2009-02-15）.
- Kilian, Joe; Petrank, Erez. . Lecture Notes in Computer Science 1462: 169–185. 1998  [2018-05-20]. （原始内容存档于2013-07-03）.